# Trichoscypha oddonii
Trichoscypha oddonii là một loài thực vật có hoa trong họ Đào lộn hột. Loài này được De Wild. miêu tả khoa học đầu tiên năm 1906.